# Jean-Marc Ferratge
Jean-Marc Ferratge né le 10 octobre 1959 à Cazères est un footballeur international français, reconverti en entraîneur.

## Biographie
Jean-Marc Ferratge fait partie de ces joueurs petits par la taille (il mesure 1,65 m), mais grands par le talent. Il compensera sa taille par sa vivacité, sa combativité, son tonus et sa technique supérieure à la moyenne.
Après avoir débuté dans le club de Salies-Saint-Martory, il commence sa carrière professionnelle avec les Girondins de Bordeaux, il part ensuite au Nîmes Olympique avec lequel il est relégué en Ligue 2. Il reste un an en 2e division, et quitte le club gardois qui ne parvient pas à remonter dans l'élite.
Il s'engage alors avec le Toulouse FC, fraîchement promu en Ligue 1 avec lequel il obtiendra en premier lieu une belle 5e place en 1983-84 et une 4e place lors de la saison 1985-1986.
Il signe alors à l'AS Monaco, où, sous la direction d'Arsène Wenger, il jouera dans une des équipes les plus titrées de son époque. Il termine sa carrière aux Girondins de Bordeaux, en permettant au club de remonter en 1redivision
International français, il n'a joué qu'un seul match sous les couleurs de l'Équipe de France de football, en novembre 1982 contre les Pays-Bas, match remporté 2 à 1. Il compte aussi une vingtaine de sélections en Équipe de France Espoirs et Olympiques.
Il a également entraîné plusieurs équipes, dont le Pau FC, en National. Il a été l'œil de l'Arsenal d'Arsène Wenger pour la région Sud-Ouest.

## Palmarès
- Champion de France en 1988 avec l'AS Monaco FC
- Champion de France de Division 2 en 1992 avec les Girondins de Bordeaux FC
- Vainqueur du concours du Plus Jeune Footballeur en 1972
- Plus de 270 matches en 1redivision